# Dmitri Torbinski
Dmitri Ievguenievitch Torbinski (en russe : Дмитрий Евгеньевич Торбинский) est un footballeur russe né le 28 avril 1984 à Norilsk. Il évolue au poste de milieu de terrain ou de ailier offensif.

## Carrière en club
Dmitri Torbinski a d'abord débuté en tant que joueur de futsal, mais il s'oriente vite vers le football. Il fait ses classes au Spartak Moscou et commence sa carrière professionnelle en 2002 avec son club après avoir joué de nombreuses années dans la réserve. Il continue de jouer pour le Spartak Moscou mais déplore un temps de jeu limité.
En 2004, atteint d'une grave blessure, il ne joue qu'un seul match.
En 2005, il est prêté au FK Spartak Nijni Novgorod afin d'améliorer son temps de jeu, mais revient au Spartak Moscou très rapidement après avoir récupéré de sa blessure.
À la fin de la saison 2007-2008, il est transféré au Lokomotiv Moscou.

## Carrière en sélection

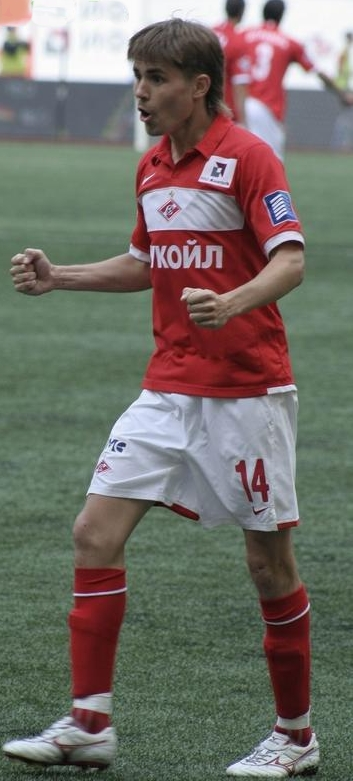
Dmitri Torbinski en 2007 avec le FC Spartak Moscou

Il fait ses débuts internationaux pour la sélection Russe le 24 mars 2007 contre l'Estonie.
En 2008, il est sélectionné par Guus Hiddink, sélectionneur de la Russie pour disputer l'Euro 2008 en Suisse et en Autriche. L'équipe atteint les quarts de finale et réalise en battant les Pays-Bas de Marco van Basten. Face aux néerlandais, Torbinskiy marque le deuxième but russe sur un centre d'Andreï Archavine de l'intérieur du pied gauche, dans les prolongations. Malheureusement, il rate la demi-finale contre l'Espagne de Luis Aragonés, suspendu à cause d'un carton jaune consécutif à un autre pris contre la Grèce. La Russie est éliminée en demi-finales contre l'Espagne (score de 3-0). 

## Sélections
- 14 sélections et 2 buts avec l'Équipe de Russie de football depuis 2007.